# Konoe Nobutada
Konoe Nobutada (jap. 近衛 信尹; * 23. November 1565 (japanischer Kalender: Eiroku 8/11/1) in Kioto; † 25. Dezember 1614 (Keichō 19/11/25)) war einer der „Drei berühmten Kalligraphen der Kan’ei-Zeit“ und Regent (kampaku) für den japanischen Tennō Go-Yōzei.

## Jugend und Familie
Konoe Nobutada war der Sohn des Regenten Konoe Sakihisa (1536–1612). Seine Mutter war Hōjuin (1532–1630), die, je nach Quelle, eine Dienerin im Konoe-Haushalt war oder aus dem Klan der Takeda stammte. Mit seinem älteren Bruder Ichijōin Sonsei (1563–1616), seit 1576/6/28 Mönch im Kōfuku-ji von Nara blieb er zeitlebens eng verbunden.
Sein Geburtsname war Akimaru  (明丸), ab 13 hieß er Nobumoto (信基), seit 1582 Nobusuke (信輔), im Alter von 35 Jahren hat er die Erlaubnis erhalten, den Namen Nobutada, unter dem er allgemein bekannt ist, anzunehmen.
Zum Signieren von Kunstwerken verwendete er Sugi (杉), Samboku (三木) und seltener Kain (可因), Oka Sahyōe (岡 左兵衛) oder Inzōshu (因蔵主).
Nobutadas Vater Sakihisa trat 1569/9 als kampaku zurück und verließ die Hauptstadt. Als er sieben Jahre alt war, lebte er mit seiner Familie in Yao im Bezirk Wake (heute: Yao (Osaka)). Zwei Jahre später zog er in die Provinz Tamba. 1575 hielt sich die Familie im Sommer drei Monate in Kioto auf, reiste dann nach Satsuma, wo Sakihisa die Aufgabe hatte, die Shimazu davon zu überzeugen, zu kapitulieren.

## Laufbahn
1577/7/12 wurde Nobumoto für volljährig erklärt, Oda Nobunaga leitete die gempuku-Zeremonie. Gleichzeitig erfolgte die Ernennung in den dritten folgenden Hofrang. Als 14-Jähriger erhielt er 1578/16 den wirklichen dritten Rang. Am zweiten Tag im elften Monat das Amt eines Gon-Chūnagon (権中納言). 1580/2/9 folgte die Erhebung in den folgenden zweiten Rang, 11/3 das Amt des Naidaijin.
Nobutada wurde Familienoberhaupt als sein Vater nach dem Selbstmord Oda Nobunagas (1582/6/2) die Hauptstadt floh und in den geistlichen Stand trat. Gegen Jahresende erfolgte die Beförderung in den wirklichen zweiten Rang, gleichzeitig änderte er seinen Namen in Nobusuke.
Als 21-Jähriger wurde er 1585/3/10 „Kanzler zur Linken“ und stand damit höher als der „starke Mann“ Toyotomi Hideyoshi. Jener übernahm erst später im Jahr (7/11) das Regentenamt, Nobosuke erhielt gleichzeitig den folgenden ersten Rang. Er war trotzdem der Ansicht, dass die Regentschaft nicht von „jedem Dahergelaufenen aus dem Volke (bonge no …)“ ausgeübt werden könne, sondern ihm zustehe. Der Familie wurde Land im Wert von 1000 koku gegeben. Nobutadas Schwester Sakiko wurde von Hideyoshi adoptiert (1586/11/6), dann die Frau des Go-Yōzei, kurz vor dessen Regierungsantritt (1586/11/25).
Als Nobusuke 1590/3/1 Schmerzen in der Brust verspürte, glaubte er sich dem Tode nahe und machte ein Testament, adressiert an Senshi – wohl seine Frau. Es folgte eine mehrmonatige Periode, während der er irrational handelte und von seinen Zeitgenossen als geisteskrank beschrieben wird.
Während 1592 die Invasion von Korea vorbereitet wurde, gab er seinen Hofrang auf, dann begab er sich gegen den Wunsch des Kaisers ins Feldlager, wurde jedoch auf Befehl Hideyoshis wieder nach Kioto eskortiert (zurück 7/26). Er gab sein Vorhaben, in den Krieg zu ziehen, nicht auf und reiste (12/14) nach Kyushu, nur um erneut zurückgesandt zu werden. Ein dritter Versuch im folgenden Jahr endete damit, dass er nach Bōnotsu (heute Teil Kasedas) verbannt wurde, als einer Gründe galt dieses „für einen Höfling unangemessenes Verhalten.“ Während dieser Zeit bezeichnete er sich als Oka Sahyōe. Ebenfalls 1594 starb sein neugeborener Sohn. Anfang des nächsten Jahres wurde ihm gestattet, sich nach Kagoshima zu begeben, wo er mit den Shimazu in engen Kontakt trat. Seine Unterstützung rettete dieser Familie 1601 den Daimyō-Status, obwohl sie bei Sekigahara auf der Verliererseite gestanden hatten. Im Gegenzug erhielt er häufig finanzielle Unterstützung.
Im Frühjahr 1596 kehrte er nach Kioto zurück, sein politischer Hauptgegner Toyotomi Hidetsugu war tot, sein Neffe, der spätere Kaiser Go-Mizunoo war gerade geboren worden. Er opponierte mit anderen 1598 gegen die Pläne des Go-Yōzei zu Gunsten seines jüngeren Bruders, des Prinzen Hajijōnomiya Toshihito, zurückzutreten.
Infolge der Reorganisation nach der Schlacht von Sekigahara wurde Nobutada (er verwendete diesen Namen seit 1599) wieder in seinen Hofrang und als Kanzler zur Linken (1601) eingesetzt. Differenzen, die er mit Tokugawa Ieyasu hatte, wurden durch ein klärendes Gespräch beim Neujahrsempfang 1603 beigelegt. Als 1605/5/16 Tokugawa Hidetada zum Shōgun ernannt worden war, wurde er (7/23) zum Kampaku. Im folgenden Monat geruhte der Tennō ihm, bisher ohne Erben, anzubefehlen, den vierten Sohn (Nobuhiro 7 Jahre) zu adoptieren. Die Adoption und Volljährigkeitserklärung erfolgten 8/26, ebenso adoptierte Nobutada, den 10. Sohn des Kaisers Sonkakku Hoshinnō, später Kōfukuji Ichijōin. Unklarheit besteht über ein (leibliches) Kind Nobutadas, dass in seinen Aufzeichnungen als Tarō bezeichnet wird.
Anfang 1606 besucht er Yao, um an einem Bankett für Katagiri Katsumoto teilzunehmen. Seine Tagebuchaufzeichnungen enden um diese Zeit. Am elften Tag des elften Monats trat er als Regent zurück. Unmittelbar nach Neujahr verließ er die Hauptstadt für zwei Monate, nach seiner Rückkehr war er offensichtlich depressiv und ergab sich vorübergehend dem Alkohol. Protokollarisch war er als jugo einer Kaiserin gleichgestellt. Mit dem künftigen Go-Mizunoo stand er in enger persönlicher Verbindung und spielte, im Hintergrund, bei Hofe bis zu seinem Tode eine gewisse Rolle.
Das Werk Go-Yōzei Tennō jōi shidai verfasste er 1610/10/30. Sein 77-jähriger Vater Sakihisa starb 1612/5/8, zu dessen dritten Todestag besuchte der Sohn das Grab im Tōfuku-ji. Im selben Jahr reiste er noch nach Osaka. Im elften Monat 1614 starb Nobutada am 25. Tag, nachdem er bereits im Sommer erkrankt war.

## Kunstschaffen
Nobutada widmete sich besonders der in seiner Familie geübten Kalligraphie. In diesem Feld brachte er es zur Meisterschaft, dabei entwickelte er einen eigenen Stil. Viele seiner Werke – in Form von Gedichten aus Anthologien – sind als Serien auf bemalten (oshi-e) Raumteilern (byōbu) erhalten.
Während seiner Verbannung widmete er sich auch Gebeten an den vergöttlichten Sugawara no Michizane (845–903), allgemein Tenjin genannt. In seinen späteren Gedichten und Gemälden kommt Tenjin häufig als Motiv vor.

## Werke und Literatur
- Hashiba Hideyoshi kampaku senge shidai (Umstände des Amtsantrittes Hideyoshis) in: Sammyakuin-ki, Tokio 1975 (Zoku Guno Ruijū Kanseikai), S. 119ff
- 1610: Go-Yōzei Tennō jōi shidai
- Gedichte in: Shimpen kokka taikan, Tokio 1982-3 (Kodakawa)[7]
- Lee Bruschke-Johnson: Dismissed as elegant fossils - Konoe Nobutada and the Role of Aristocrats in Early Modern Japan. Amsterdam 2004 (Hotei), ISBN 90-74822-52-5